# Självexponering
Självexponering, självutlämning eller att öppna sig är en kommunikativ handling genom vilken en person visar vem den är inför någon annan, vilket är en huvudkomponent i intimitet och känslomässigt stöd.
Intimitet är ett ömsesidigt samspel mellan människor, som förutsätter självexponering. Självexponering sker genom att en person avslöjar känslor, tankar och personlig information till någon annan, och att personen därefter uppfattar det som att den har fått den andra personens känslomässiga förståelse. Sådan självexponering är framför allt av verbal karaktär. Ibland kan också kroppsspråk, tonfall, blickar, och kroppskontakt innefattas i självexponeringen, varmed självexponeringen i så fall både är medveten och omedveten (icke-verbal kommunikation är sällan fullständigt medveten). För att intimitet ska uppkomma, måste lyssnaren med tiden också avslöja relevant information om sig själv, samt visa sin medkänsla eller godkännande inför vad som avslöjats. Innan en självexponering sker, brukar personer ha uppfattat signaler på att det som kommer att avslöjas är accepterat (till exempel att en person är mer benägen att först komma ut som homosexuell inför en annan homosexuell).
Ju mer självexponeringen förmedlar eller genererar affekter, desto mer intimitet uppstår (men bara om lyssnaren visar bekräftande känslor). Ju intimare självexponering, desto mer omtyckt blir personen. Ju bättre någon omedelbart tycker om någon, desto mer avslöjar den framgent i relationen om sig själv. Ju mer en person har avslöjat om sig själv, desto mer tycker personen om den som lyssnat.
Motsatsen till självexponering är beroende på sammanhang personlig integritet, anonymitet och främlingskap. Ju mindre anonymitet i en offentlig eller privat relation, desto mer självexponering. Självexponering i låg grad sker på webbforum där användarna måste uppge sina riktiga identiteter, på arbetsplatser gentemot chef och kollegor, och i privata relationer. Mycket privata uppgifter kan dock personer hålla för sig själva, och där korrelerar självexponering med möjligheten att vara anonym, till exempel på webbforum där användarna är spridda över ett stort geografiskt område. I övriga fall brukar mest självexponering ske i kärleks- och familjerelationer.
Självexponeringen förutsätter tillit, eftersom avslöjanden gör människor sårbara. Människor som upplever sig ha ett starkt stöd, eller vara socialt starka, är mer benägna att exponera sig själva.